# Шулер, Каролин
Каролин Джейн Шулер (англ. Carolyn Jane Schuler; 5 января 1943, Сан-Франциско, Калифорния — 22 июля 2024) — американская пловчиха, двукратная чемпионка летних Олимпийских игр 1960 года.

## Биография
Каролин Джейн Шулер родилась в 1943 году в Калифорнии.
На летних Олимпийских играх 1960 года Шулер победила на дистанции 100 метров баттерфляем и в комбинированной эстафете 4×100 метров в составе сборной США, разделив с другими тремя спортсменками новый мировой рекорд. В 1989 году она была включена в Зал Славы мирового плавания.
Умерла 22 июля 2024 года в возрасте 81 года.